# Brienz Lacus
Il Brienz Lacus è una struttura geologica della superficie di Titano.